# Едвард Кук
Едвард Тіффін Кук (молодший) (англ. Edward Tiffin Cook Jr.; нар. 27 листопада 1888 — пом. 18 жовтня 1972) — американський легкоатлет, який спеціалізувався в стрибках з жердиною та стрибках у довжину.

## Із життєпису
Олімпійський чемпіон зі стрибків з жердиною (1908).
Фіналіст (4-е місце) олімпійських змагань зі стрибків у довжину (1908).
Дворазовий чемпіон США зі стрибків з жердиною (1907, 1911). Срібний призер чемпіонату США зі стрибків у довжину (1907).
По завершенні спортивної кар'єри займався фермерством та банківською справою.